# Forças armadas da antiga Rus
As formações militares, que constituíam o Voisko da antiga Rus' (em russo:  Войско Древней Руси, transl. Voysko Drevney Rusi), foram as forças armadas da Rússia de Kiev, entre os séculos IX e XIII, caracterizado principalmente por tropas de infantaria de milícias populares apoiados pela cavalaria drujina, e de seus Estados sucessores, incluindo o Reino da Galícia-Volínia e o Grão-Ducado de Moscou, no período feudal de 1240 a 1550, que se distinguiu pela cavalaria de milícias nobres e seus servos armados.

## Antes da invasão mongol

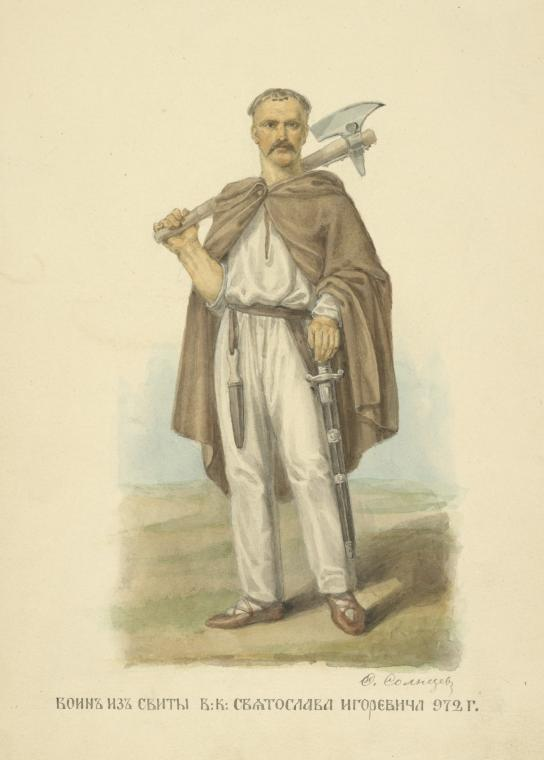
Drujinique de Esvetoslau I (972)

Milicias tribais formaram a base da força armada na Rússia de Kiev até a reforma tributária de Olga de Kiev em meados do século X. No período subsequente, sob Esvetoslau I de Kiev e Vladimir, o Grande, a drujina desempenhou um papel dominante. Consistia em membros seniores – os boiardos – junto com jovens nobres ("otroki").
Os regimentos de milícia urbana, criados pela decisão do Veche, foram formados no século XI. Esses regimentos receberam armas e cavalos para as campanhas do príncipe.

### Táticas e equipamentos

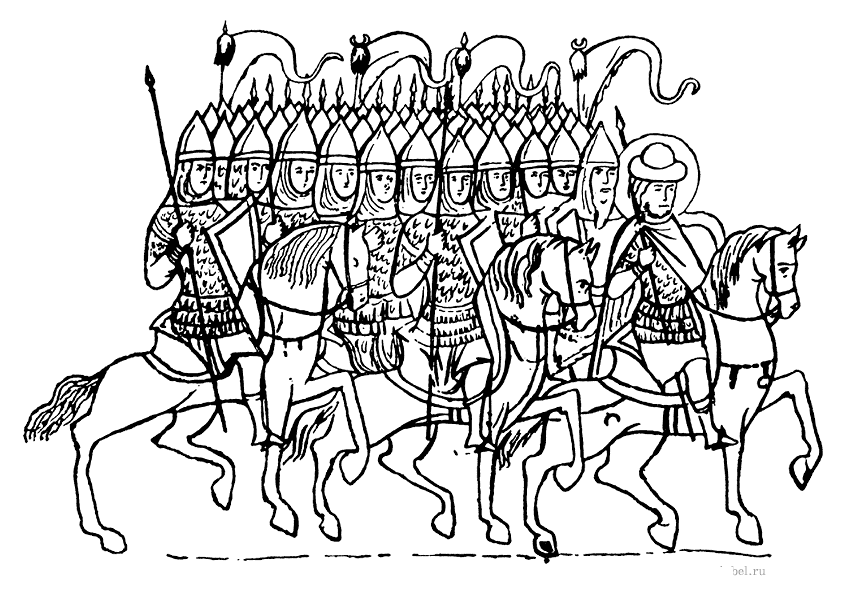
Príncipe rus com seu drujina

Antes da invasão mongol de Rus' no século XIII, um príncipe seria acompanhado por seu drujina, uma pequena comitiva de cavalaria pesada, que muitas vezes lutaria desmontada (eg Batalha no Gelo). Era usada uma armadura maciçamente pesada, em sua maioria de estilo escandinavo. Entretanto, esses esquadrões, em geral, não excediam o número de várias centenas de homens e eram inadequados para ações unidas sob um único comando.
Ao mesmo tempo, a parte principal do voisko da Rússia de Kiev era a infantaria da milícia. Ela era inferior ao drujina em armamento e a capacidade de possuí-la. A milícia usava machados e lanças de caça ("rogatina"). As espadas eram raramente usadas e não tinham outra armadura além de roupas simples e chapéus de pele.
Para a infantaria, constituída por camponeses e comerciantes mal armados, os números são incertos. Os únicos números específicos mencionados para os russos são 1 700 homens de Eupácio Kolovrat (O Conto da Destruição de Riazan) e 3 mil homens sob o voivoda Doroje (Batalha do Rio Sit). No entanto, estes eram números excepcionalmente grandes para os padrões Rus na época. Em 1242, o príncipe Alexandre Nevski em Novogárdia não conseguiu reunir mais de 1.000 drujiniques e 2.000 milicianos para a Batalha no Gelo. Portanto, é seguro estimar que, em média, um príncipe rus tinha centenas de guerreiros em sua comitiva, ao invés de milhares.

## Invasões mongóis

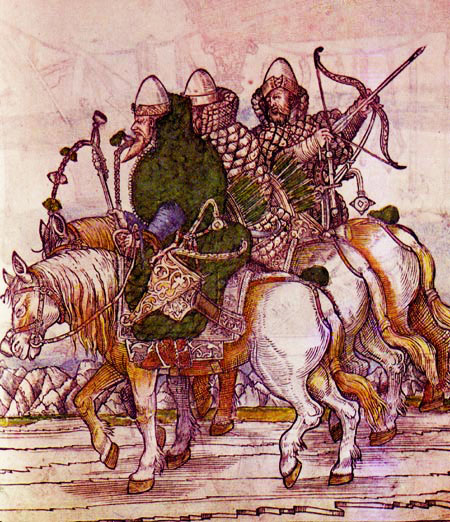
Filhos dos Boiardos - século VI. Gravura colorida da edição de 1556 das Notas sobre a Moscóvia de Sigismund Herberstein

Após a invasão mongol da Rus', muitos dos principados independentes foram destruídos. Os pequeno Estados restantes estavam sob crescente pressão de Tártaros, Suécia e Lituânia. A guerra constante precipitou o desenvolvimento do feudalismo e diminuiu a importância do Veche. As milícias feudais, criadas pelos senhores de terras boiardos e príncipes individuais, vieram para substituir as milícias populares. Os príncipes (exceto na República da Novogárdia) se reuniam e comandavam o voisko.
Na segunda metade do século XIV, o drujina foi substituído por unidades feudalmente organizadas chefiadas por boiardos ou príncipes dependentes, e essas unidades consistiam de aristocracia senhorial (os chamados "filhos de boiardos" ou "pessoas servis") e seus servos armados ("servos militares"). No século XV, essa organização de destacamentos substituiu os regimentos urbanos.

### Exército dos Senhores de Terra de Moscou

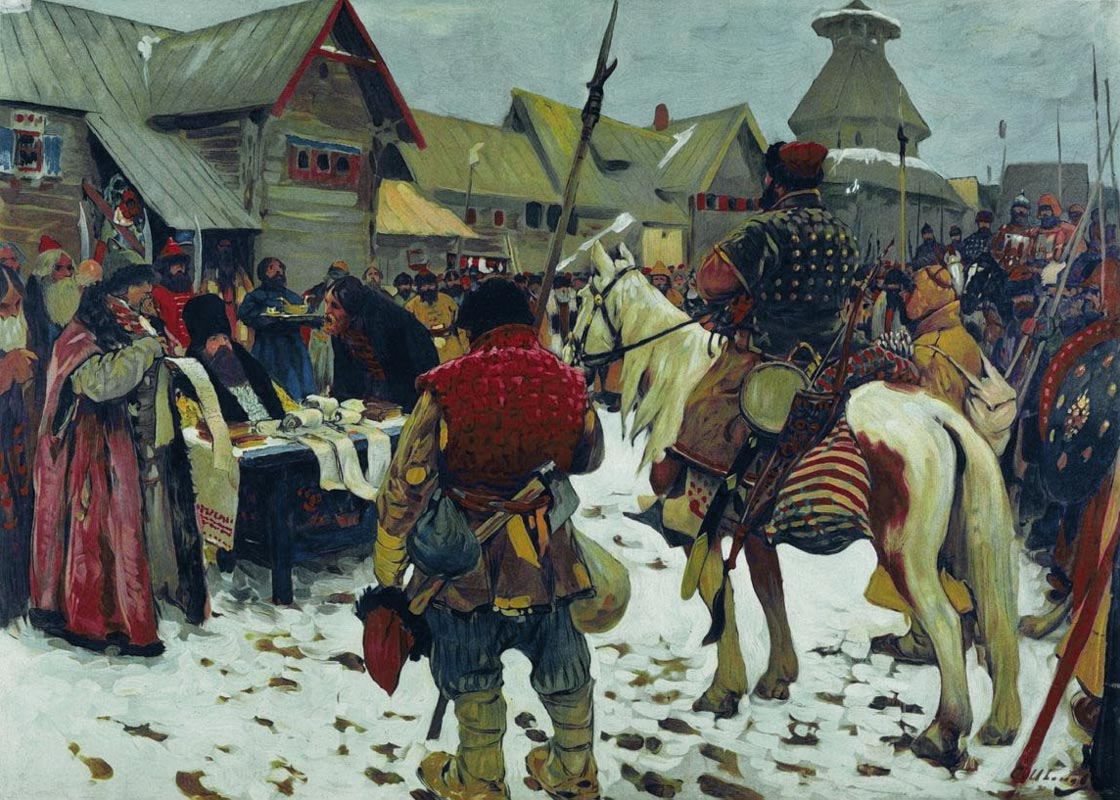
Revista militar das pessoas servis.

O processo de reforma do voisko foi associado com a unificação das terras russas no século XV. Gradualmente, o Grão-Ducado de Moscou incluiu novos pequenos principados, cortes de príncipes independentes foram dispensadas e "pessoas de serviço" se transferiram para o grão-duque. Como resultado, os príncipes vassalos e boiardos foram transformados em servos estatais, que receberam propriedades por serviço em regime de posse condicional (menos frequentemente - em feudo). Assim, formou-se o "Exército dos Senhores de Terra" ou Voisko senhorial (em russo:  Поместное войско), cuja maioria eram nobres e "filhos de boiardos", com seus servos armados. Esta organização do voisko permaneceria inalterada até 1550 (Reformas militares de Ivan, o Terrível).
Quando o Estado centralizado de Moscou foi formado, a milícia popular foi liquidada pelo grande príncipe de Moscou. O príncipe chamou as massas para o serviço militar somente em caso de perigo militar grave, regulando a extensão e a natureza desse serviço a seu próprio critério.

### Táticas e equipamentos

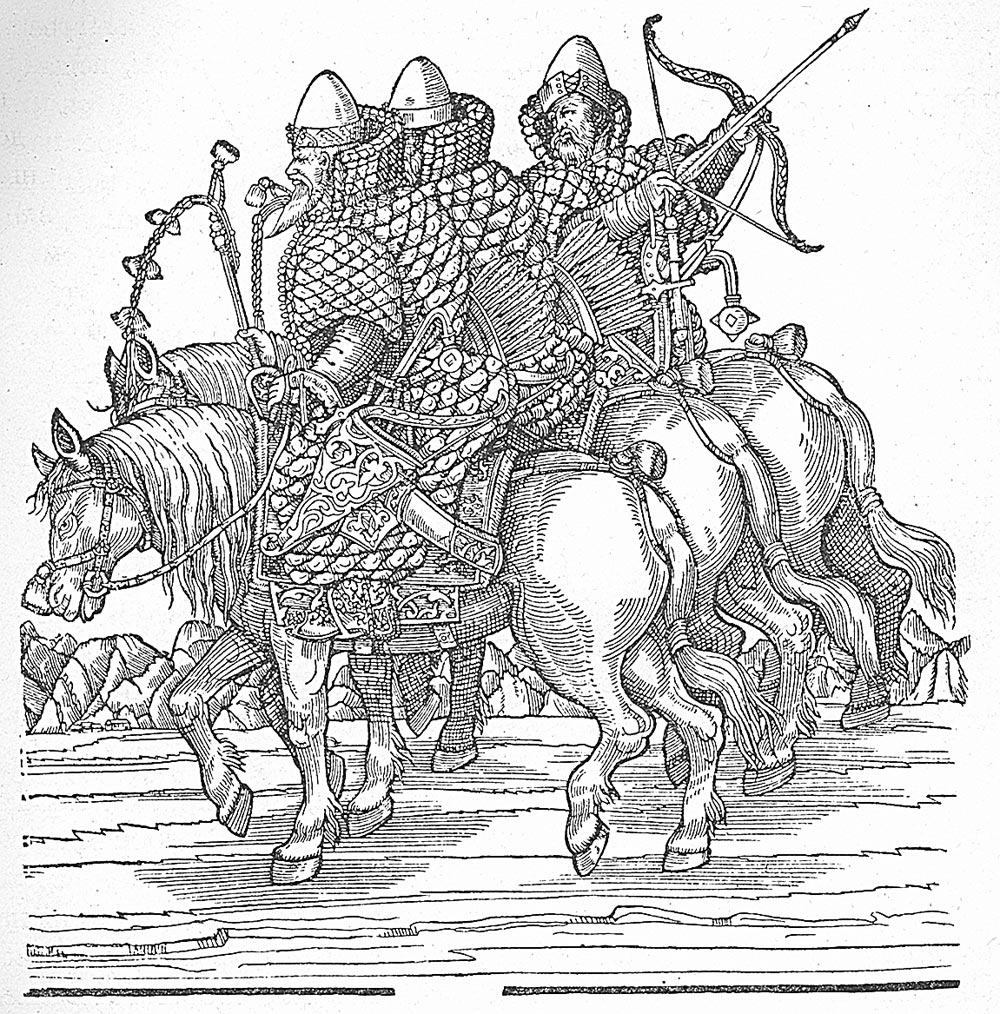
Cavalaria moscovita

Durante o período das invasões mongóis, os rus adotaram grande parte das táticas e da organização militar mongol. Enquanto a infantaria das milícias ainda existia, eles estavam, a partir do século XIV, em sua maioria armados com armas de combate à distância, e delegavam tarefas auxiliares, como a defesa das cidades. As crônicas descrevem os moscovitas usando arcabuzes contra os tártaros em 1480. Os homens que disparavam estas armas eram os precursores do Streltsi.
A maior parte do voisko era formada por arqueiros montados, que incluíam boiardos, nobreza senhorial ("filhos de boiardos") e servos armados.
Sob influência tártara, a cota de malha e a armadura lamelar da Rússia de Kiev foi substituída pela brigantina ("kuyak"), armadura de malha e placas ("behterets") e armadura de espelho ("zertsalo"), enquanto nobres pobres e servos armados usavam longos jaquetões ("tyegilyai").

## Galeria

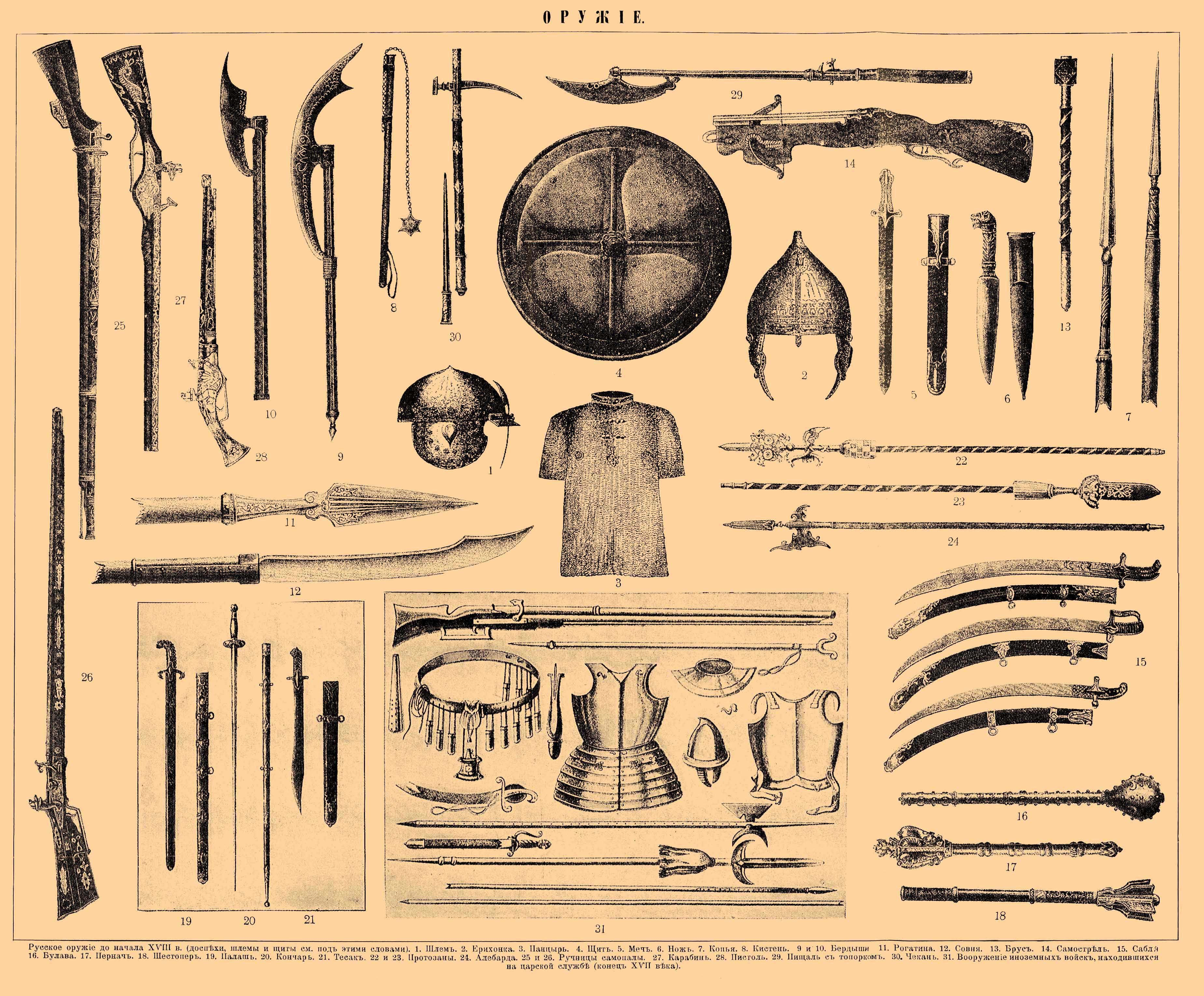
Armas usadas na Rússia antes do século XVIII.
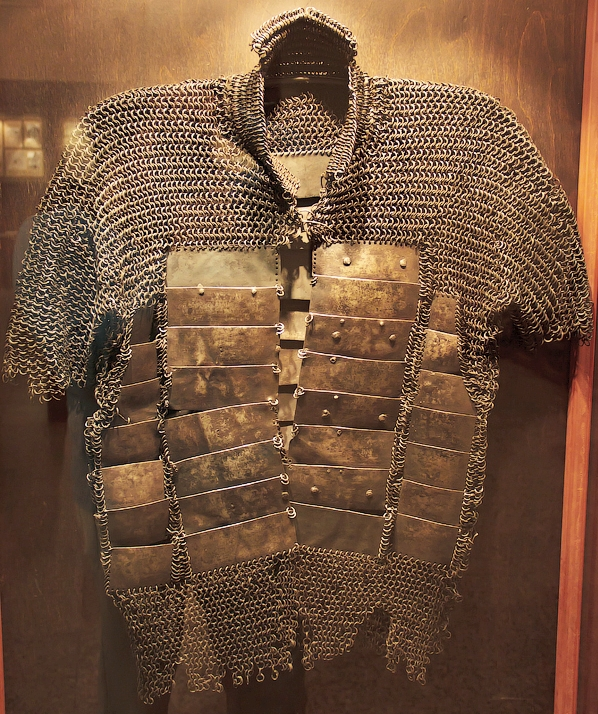
Armadura rus de malha e placas (behterets)
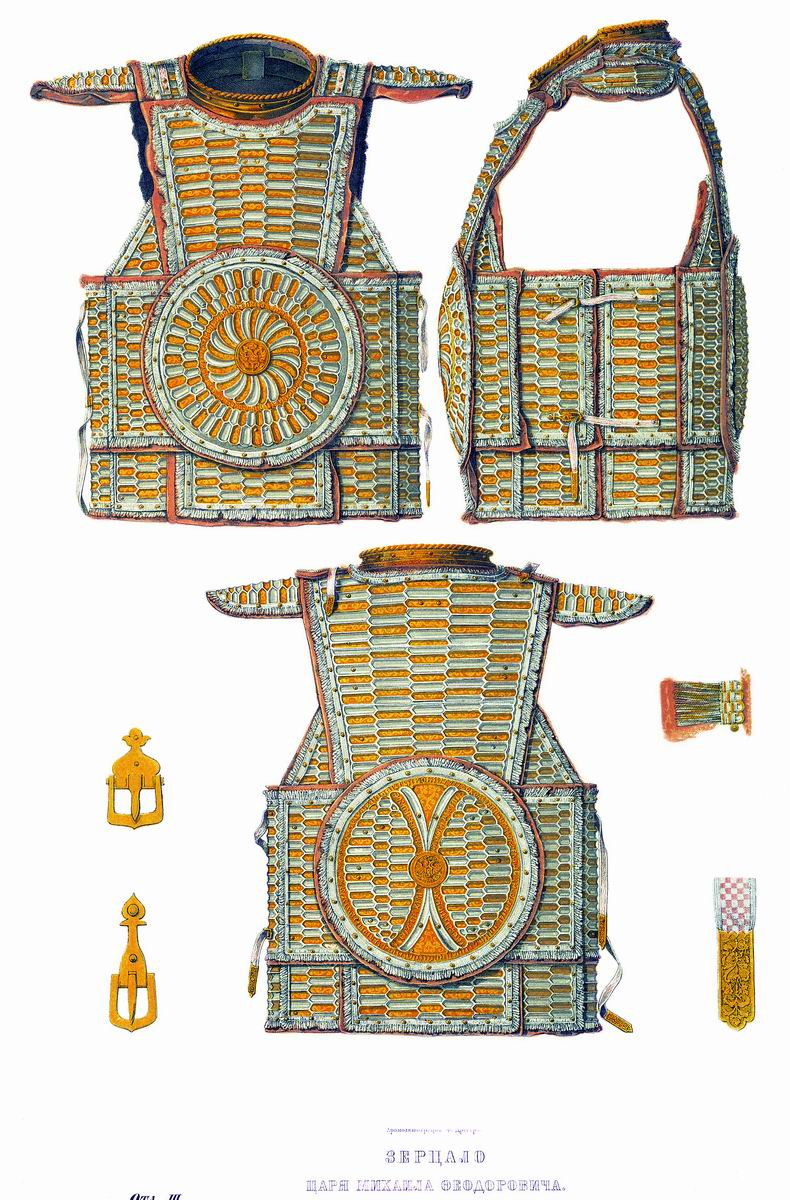
Armadura rus de espelhos (Zertsalo)
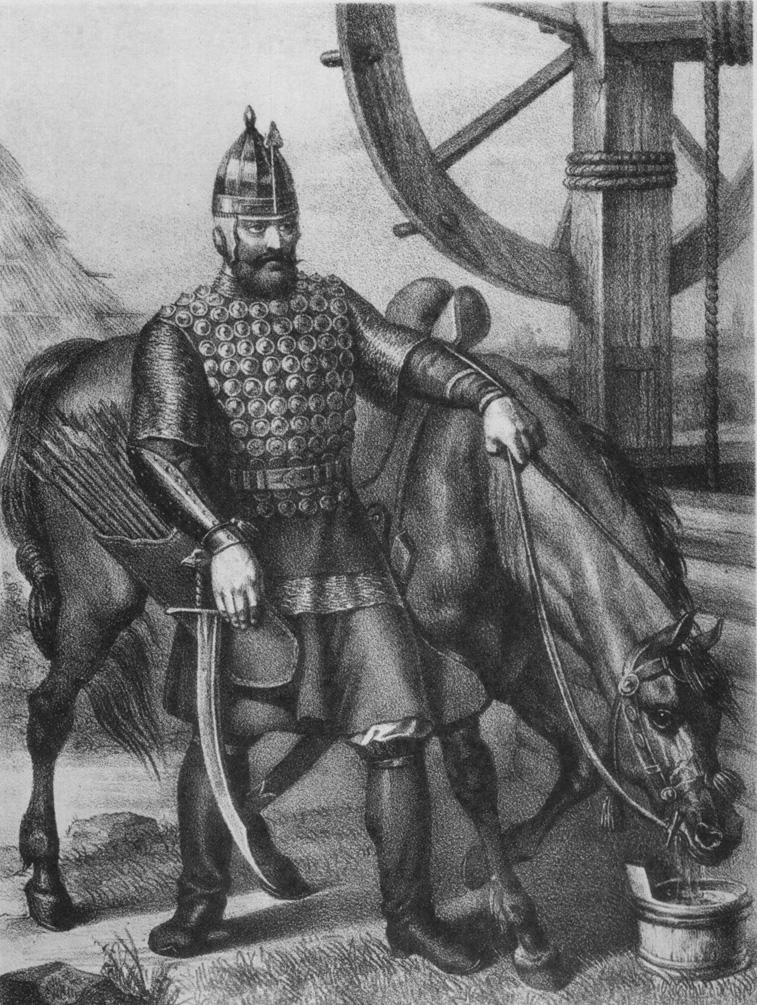
Nobre rus usando Brigantina (Kuyak).
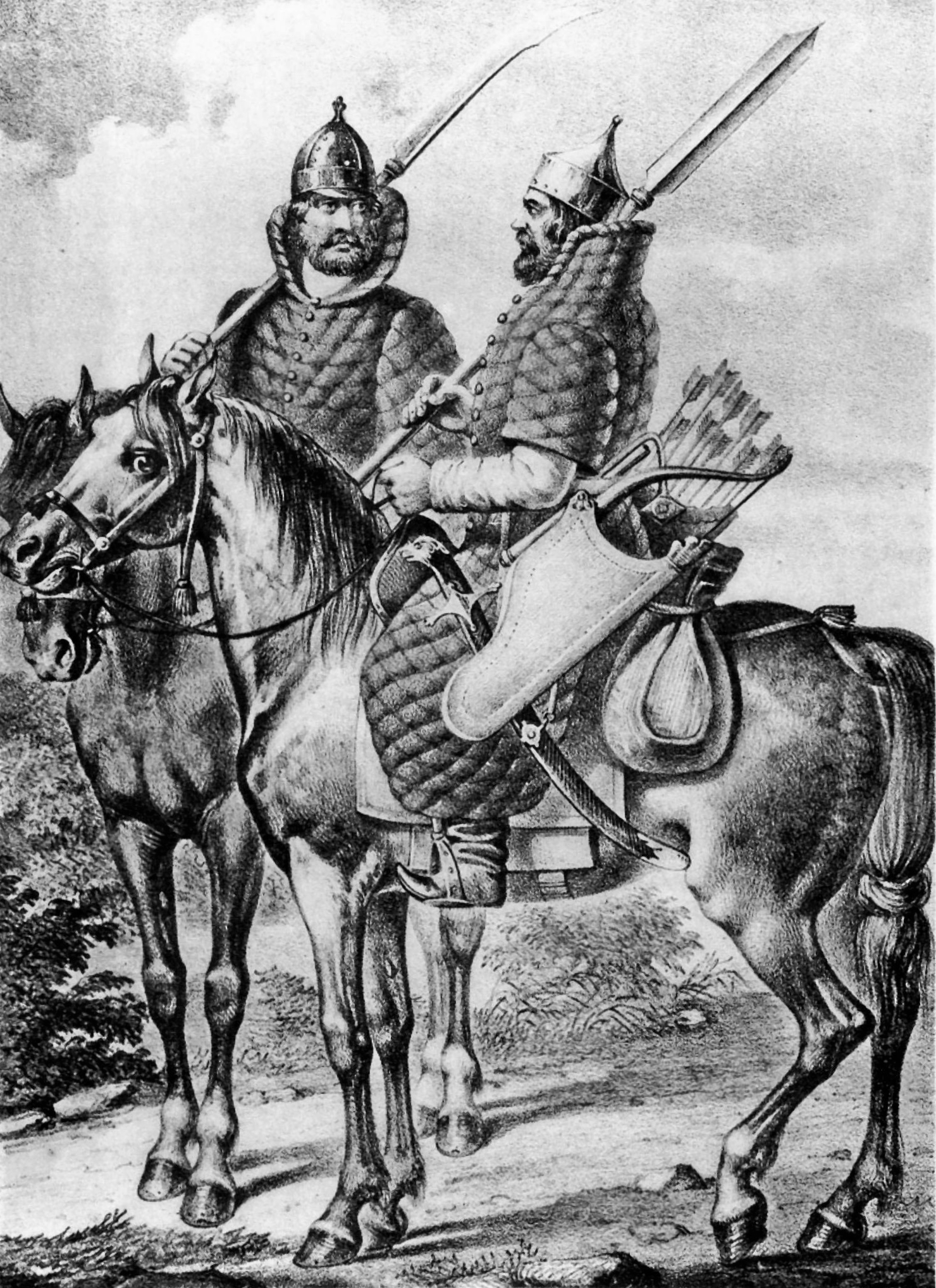
Guerreiros em jaquetões (Tyegilyai).
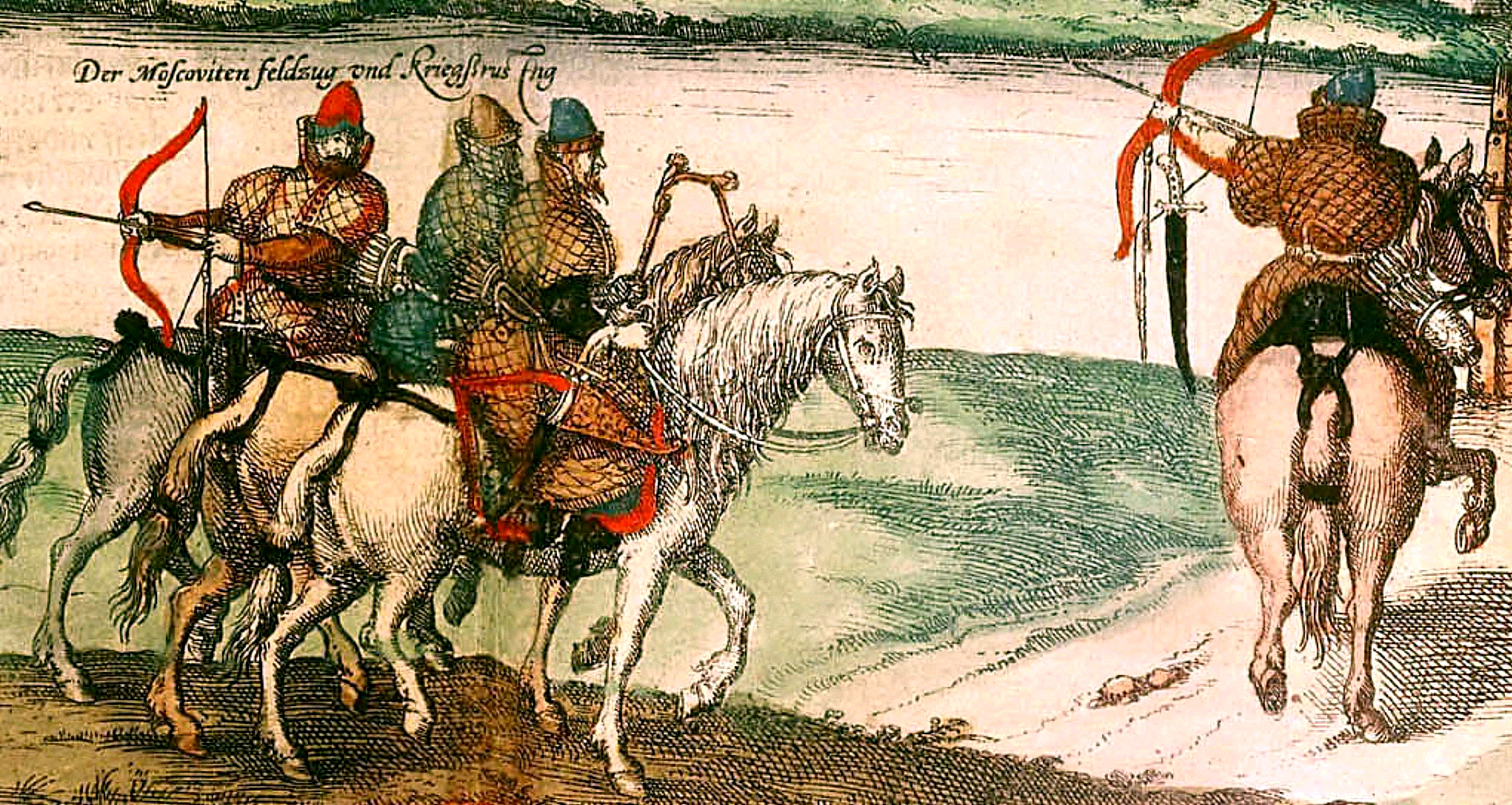
Servos armados em jaquetões.
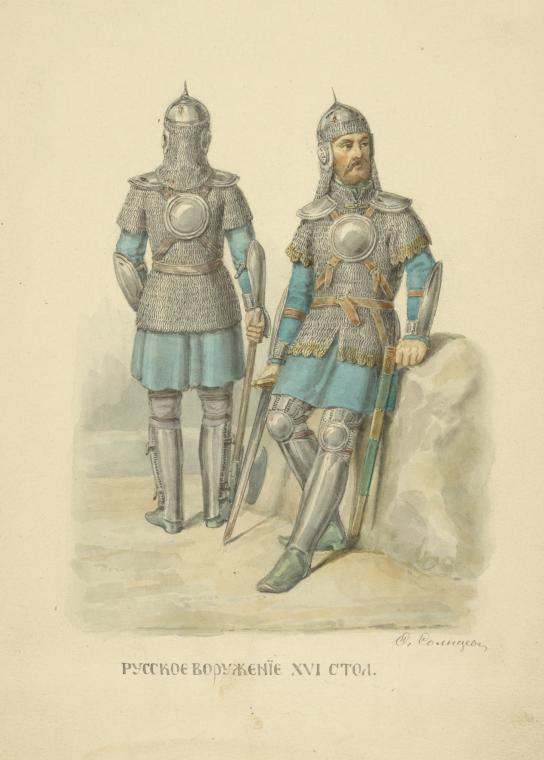
Armamento rus do século XVI.